# Kincsesbánya
Kincsesbánya è un comune dell'Ungheria di 1.522 abitanti (dati 2001). È situato nella contea di Fejér.